# Marco Bizot
Marco Bizot (Hoorn, 10 maart 1991) is een Nederlands voetballer die als doelman speelt. Hij verruilde Stade Brest in de zomer van 2025 voor Aston Villa. In 2020 maakte hij zijn debuut als international voor het Nederlands voetbalelftal.

## Clubcarrière

### Ajax
Bizot begon met voetballen bij SV Westfriezen. Daar werd hij op tienjarige leeftijd gescout door Ajax, waar hij in het seizoen 2000/01 aansloot in de jeugdopleiding. Bizot speelt er in de E-jeugd. In de B-jeugd van Ajax kreeg de keeper te maken met blessures, waardoor hij wedstrijden miste. Een jaar later werd hij sluitpost van de A1 en speelde hij meer. Een jaar later tekende Bizot een contract bij Ajax en stroomde hij door naar Jong Ajax.

### Verhuur aan SC Cambuur
In de zomer van 2011 verhuurde Ajax de doelman een jaar aan SC Cambuur. In Leeuwarden werd Bizot verkozen tot eerste doelman. Op 8 augustus maakte hij tegen AGOVV zijn debuut in het betaald voetbal en voor Cambuur. Met SC Cambuur plaatste Bizot zich voor de play-offs om promotie. Hierin werd de club in de halve finale uitgeschakeld door VVV-Venlo. In totaal speelde hij 21 wedstrijden voor Cambuur.

### FC Groningen
Bizot tekende in juni 2012 voor twee seizoenen bij FC Groningen. Naar verluidt betaalde FC Groningen 125.000 euro voor de keeper. Bizot begon het seizoen als tweede keeper, maar na de winterstop werd hij als eerste keeper verkozen boven Luciano Da Silva, die in een mindere periode zat. Op 12 januari 2013 maakte hij tegen FC Utrecht zijn debuut voor Groningen. Vervolgens miste hij de rest van het seizoen geen enkele competitiewedstrijd meer.
Ook onder trainer Erwin van de Looi was Bizot in het seizoen 2013/14 eerste doelman. Op 20 oktober werd hij na een met 1-0 gewonnen wedstrijd tegen PSV uitgeroepen tot Man of the Match. Hij eindigde dat jaar met FC Groningen op de zevende plaats in de eredivisie en miste geen enkele wedstrijd. De club plaatste zich vervolgens via play-offs (met dubbele ontmoetingen tegen Vitesse en AZ) voor de voorrondes van de Europa League. In totaal kwam Bizot in twee seizoenen tot 59 wedstrijden voor Groningen.

### KRC Genk
Bizot tekende op maandag 23 juni 2014 een contract van drie jaar met een optie van een jaar bij KRC Genk. Hij maakte zijn debuut in de competitiewedstrijd tegen KV Mechelen op 27 juli (3-1 verlies). Na vier wedstrijden werd hij gepasseerd als eerste doelman en speelde hij nog maar één wedstrijd. 
Begin december 2015 werd hij weer uitgeroepen tot eerste doelman van Genk en daarna miste hij geen wedstrijd meer tot het einde van het seizoen. Hij behaalde de halve finale van de Beker van België en won de finale van de play-offs om Europees voetbal. Daardoor maakte hij op 16 september 2016 tegen Rapid Wien zijn debuut in de Europa League. De club eindigde knap tweede in een poule met verder Athletic Club en Sassuolo. In de kwartfinale werd Genk uitgeschakeld door Celta de Vigo. Hij miste zelf de tweede seizoenshelft bijna volledig door een enkelblessure. Hij speelde 74 wedstrijden voor Genk. 

### AZ
Op 10 mei 2017 tekende Bizot een meerjarig contract voor AZ. Hij werd gehaald door de club uit Alkmaar als vervanger van Tim Krul, die na een huurperiode terugkeerde naar het in de Premier League teruggekeerde Newcastle United. Op 12 augustus maakte hij tegen PSV zijn debuut voor AZ. Hij gaf op 9 december tegen Heracles Almelo een assist op een doelpunt van Wout Weghorst. Bizot stond als eerste doelman bij zijn actuele club alle 40 officiële duels onder de lat. Hij bereikte bovendien met AZ de finale van de KNVB Beker en werd derde in de competitie. 
Na de zomer zette hij zijn goede vorm door en werd hij een van de keepers met de meeste clean sheets in één kalenderjaar ooit in de Eredivisie, namelijk 22 keer. Hij miste in het seizoen 2018/19 opnieuw geen enkele wedstrijd. Op 21 december 2019 pakte hij zijn 113'de achtereenvolgende wedstrijd voor AZ na vijf minuten een rode kaart tegen Sparta Rotterdam, zodat hij na de winterstop voor het eerst sinds zijn komst naar AZ tweeënhalf jaar eerder een wedstrijd moest missen. Tot maart 2020 stond Bizot met AZ gedeeld bovenaan, totdat de coronapandemie een voortijdig einde maakte aan de competitie.
In februari 2020 werd zijn contract met een jaar verlengd tot medio 2022. Dat contract zou Bizot niet uitzitten, want hij speelde in totaal vier seizoenen voor AZ. Hierin was hij goed voor 164 wedstrijden. 

### Stade Brestois

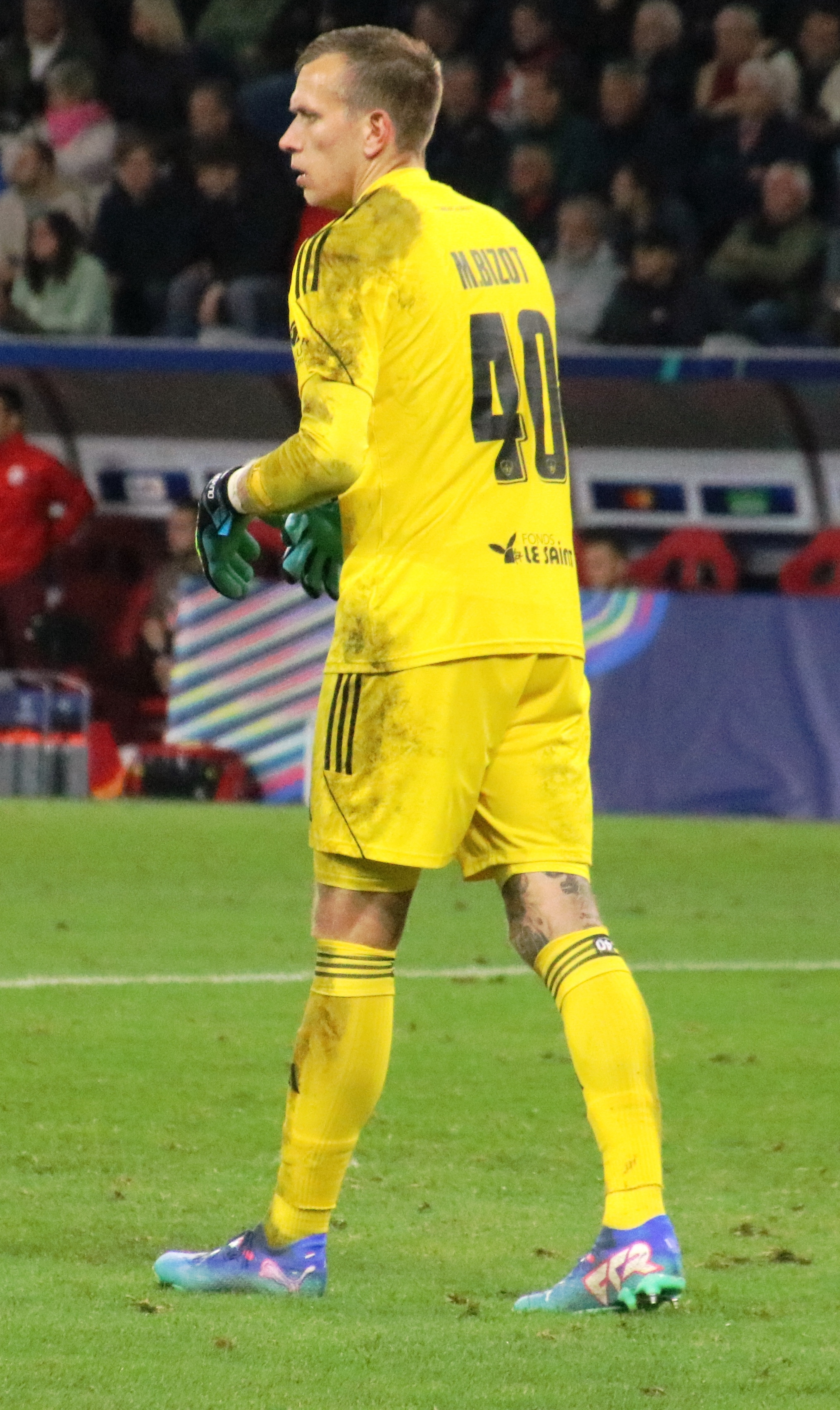
Bizot met Stade Brestois in 2024

Op 4 augustus 2021, werd Bizot de nieuwe doelman van Stade Brest in de Ligue 1. Hij maakte op 7 augustus zijn debuut voor Brest tegen Olympique Lyon. Hij gaf op 21 november tegen RC Lens een assist op de vierde treffer van Jérémy Le Douaron. Hij eindigde in de middenmoot dat seizoen en miste geen enkele competitiewedstrijd. Na een seizoen waarin het de eerste seizoenshelft streed tegen degradatie, kreeg Bizot het met Stade Brest in 2023/24 voor elkaar om derde te eindigen in de Ligue 1.
Daardoor kon Bizot op 19 september 2024 tegen Sturm Graz zijn debuut maken in de Champions League. In de tussenronde werd het uitgeschakeld door competitiegenoot en latere winnaar Paris Saint-Germain. In totaal speelde Bizot 148 wedstrijden voor Stade Brest.

### Aston Villa
In de zomer van 2025 maakte Bizot de overstap naar Aston Villa, waar hij een contract tekende voor twee seizoenen. Hij ging spelen met rugnummer 40 en begon in principe als tweede doelman. Door een schorsing van eerste doelman Emiliano Martínez maakte hij echter op 16 augustus tegen Newcastle United direct al zijn debuut voor Aston Villa. Hij hield zijn doel schoon (0-0).

## Carrièrestatistieken
| Seizoen         | Club            | Competitie         | Competitie | Competitie | Beker | Beker | Internationaal | Internationaal | Overig | Overig | Totaal | Totaal |
| Seizoen         | Club            | Competitie         | Wed.       | Dlp.       | Wed.  | Dlp.  | Wed.           | Dlp.           | Wed.   | Dlp.   | Wed.   | Dlp.   |
| --------------- | --------------- | ------------------ | ---------- | ---------- | ----- | ----- | -------------- | -------------- | ------ | ------ | ------ | ------ |
| 2011/12         | → SC Cambuur    | Eerste divisie     | 17         | 0          | 0     | 0     | –              | –              | 4      | 0      | 21     | 0      |
| 2012/13         | FC Groningen    | Eredivisie         | 16         | 0          | 0     | 0     | –              | –              | 2      | 0      | 18     | 0      |
| 2013/14         | FC Groningen    | Eredivisie         | 34         | 0          | 3     | 0     | –              | –              | 4      | 0      | 41     | 0      |
| 2014/15         | KRC Genk        | Jupiler Pro League | 5          | 0          | 0     | 0     | –              | –              | –      | –      | 5      | 0      |
| 2015/16         | KRC Genk        | Jupiler Pro League | 27         | 0          | 5     | 0     | –              | –              | –      | –      | 32     | 0      |
| 2016/17         | KRC Genk        | Jupiler Pro League | 22         | 0          | 4     | 0     | 11             | 0              | –      | –      | 37     | 0      |
| 2017/18         | AZ              | Eredivisie         | 34         | 0          | 6     | 0     | –              | –              | –      | –      | 40     | 0      |
| 2018/19         | AZ              | Eredivisie         | 34         | 0          | 5     | 0     | 2              | 0              | –      | –      | 41     | 0      |
| 2019/20         | AZ              | Eredivisie         | 24         | 0          | 3     | 0     | 14             | 0              | –      | –      | 41     | 0      |
| 2020/21         | AZ              | Eredivisie         | 33         | 0          | 1     | 0     | 8              | 0              | –      | –      | 42     | 0      |
| 2021/22         | Stade Brest     | Ligue 1            | 38         | 0          | 0     | 0     | –              | –              | –      | –      | 38     | 0      |
| 2022/23         | Stade Brest     | Ligue 1            | 37         | 0          | 0     | 0     | –              | –              | –      | –      | 37     | 0      |
| 2023/24         | Stade Brest     | Ligue 1            | 32         | 0          | 0     | 0     | –              | –              | –      | –      | 32     | 0      |
| 2024/25         | Stade Brest     | Ligue 1            | 32         | 0          | 0     | 0     | 9              | 0              | –      | –      | 41     | 0      |
| 2025/26         | Aston Villa     | Premier League     | 1          | 0          | 0     | 0     | 0              | 0              | 0      | 0      | 0      | 0      |
| Carrière totaal | Carrière totaal | Carrière totaal    | 385        | 0          | 27    | 0     | 44             | 0              | 10     | 0      | 466    | 0      |

Bijgewerkt tot/en met 19 augustus 2025.

## Interlandcarrière

### Jong Oranje
Op 6 oktober 2011 maakte Bizot zijn debuut in Jong Oranje in een kwalificatiewedstrijd op weg naar het EK in Israël, tegen Jong Oostenrijk. In de 61e minuut kreeg Jeroen Zoet een rode kaart wegens het neerhalen van de Oostenrijkse spits Andreas Weimann. Bizot viel vervolgens in voor Jerson Cabral. Het eerste wat hij binnen de lijnen deed was de penalty van Raphael Holzhauser stoppen.
In juni 2013 keepte Bizot op het Europees kampioenschap voetbal onder 21 in Israël in een wedstrijd tegen Spanje. Jong Oranje verloor deze met 3-0.

### Nederlands elftal
In maart 2018 werd Bizot door bondscoach Ronald Koeman, samen met AZ-ploeggenoten Guus Til en Wout Weghorst, voor het eerst geselecteerd voor het Nederlands voetbalelftal.
Op 11 november 2020 debuteerde hij uiteindelijk in een oefeninterland tegen Spanje onder bondscoach Frank de Boer. Op 1 juni 2021 werd hij ter vervanging van de door Covid-19 besmetting uitgeschakelde Jasper Cillessen door bondscoach Frank de Boer als derde keeper opgeroepen voor de selectie van het Nederlands Elftal voor het Europees kampioenschap.